# زراعة مدنية
الزراعة المدنية هي اتجاه نحو الاعتماد على الزراعة وإنتاج الطعام محلياً حيث ترتبط ارتباطاً وثيقاً بين المجتمع المحلي والنمو الاقتصادي.
تعتبر الزراعة المدنية بديلاً مستداماً للممارسات المدمرة المحتملة للزراعة التقليدية الواسعة النطاق. وقد استُحدث المصطلح من قبل الراحل ليبرتي هايد بيلي البروفيسور توماس أ. ليزون، قسم علم اجتماع التنمية، جامعة كورنيل، في الاجتماع السنوي لجمعية علم الاجتماع الريفي عام 1999.
كتب البروفيسور ليزون كتاب تكميلي بعنوان الزراعة المدنية، حيث يعرض فيه أفكاره بحجة أن هناك علاقة متداخلة بين الاقتصاد الغذائي والمستهلكين، وأن الناس عليهم واجب مدني لدعم العمليات الزراعية الهامة. دعا ليزون في كتابه، المجتمعات المحلية التي تُظهر مشاركة فعالة في الزراعة المدنية أن تساعد في التنمية الاقتصادية من خلال دعم إنتاجها الغذائي المحلي. وبالتالي، من خلال الالتزام بالزراعة المدنية، تساهم المجتمعات المحلية في النمو الاقتصادي قي القطاع الزراعي.
مظاهر الحركة نحو الزراعة المدنية:
- الزراعة المدعومة من المجتمع.
- سوق المزارعين.
- المقاطعات الزراعية المتخصصة.
- متاجر الأغذية البديلة.
- الأغذية التقليدية.
- التعاونيات الاستهلاكية.